# Jesu, nun sei gepreiset
Jesu, nun sei gepreiset (BWV 41) ist eine Kirchenkantate von Johann Sebastian Bach. Er komponierte die Choralkantate in Leipzig für Neujahr und führte sie am 1. Januar 1725 erstmals auf. Sie beruht auf dem gleichnamigen Kirchenlied von Johann Hermann.

## Geschichte und Worte
Bach schrieb die Kantate in seinem zweiten Jahr in Leipzig. In diesem Jahr komponierte er einen Zyklus von Choralkantaten, beginnend mit dem ersten Sonntag nach Trinitatis 1724. Der Neujahrstag wurde auch als Fest der Beschneidung des Herrn gefeiert. Die vorgeschriebenen Lesungen für den Festtag waren Gal 3,23–29 , „die Heiden werden sich bekehren“, und Lk 2,21 , die vorgeschriebene Beschneidung und Namensgebung Jesu nach acht Tagen.
Der Kantatentext beruht auf dem Kirchenlied in drei Strophen für den Neujahrstag von Johann Hermann (1591), der ebenfalls Thomaskantor gewesen war. Die Melodie stammt von Melchior Vulpius, der sie in Jena 1609 in Ein schön geistlich Gesangbuch veröffentlichte. Das Lied ruft Jesus mit Namen an, passend zur Feier der Namensgebung. Ansonsten beschäftigt es sich jedoch mit dem Beginn des neuen Jahres.
Das Lied war in Leipzig beliebt. Bach benutzte einzelne Strophen in zwei weiteren Kantaten zum selben Anlass. Diese sind Singet dem Herrn ein neues Lied, BWV 190 und Gott, wie dein Name, so ist auch dein Ruhm, BWV 171. Ein unbekannter Dichter behielt die erste und die letzte Strophe im Wortlaut bei und dichtete die Binnenstrophe zu einer abwechselnden Folge von Arien und Rezitativen um.
Bach führte die Kantate am 1. Januar 1725 erstmals auf, mindestens eine weitere Aufführung fand zwischen 1732 und 1735 statt.

## Besetzung und Aufbau
Die Kantate ist festlich besetzt mit vier Solisten, Sopran, Alt, Tenor und Bass, drei Trompeten, Pauken, drei Oboen, zwei Violinen, Viola, Violoncello piccolo und Basso continuo.
1. Coro: Jesu, nun sei gepreiset
2. Aria (Sopran): Laß uns, o höchster Gott
3. Recitativo (Alt): Ach! deine Hand, dein Segen muss allein
4. Aria (Tenor): Woferne du den edlen Frieden
5. Recitativo (Bass, Chor): Doch weil der Feind bei Tag und Nacht
6. Choral: Dein ist allein die Ehre

## Musik
Im Eingangschor, einer Choralphantasie, löst Bach das Problem, die ungewöhnlich lange Strophe von 14 Zeilen, von denen in Leipzig üblicherweise die beiden ersten am Schluss wiederholt wurden, zu gliedern. Das Concerto des Orchesters wird dominiert von einem synkopierten Fanfaren-Motiv der Trompeten. In den ersten vier Zeilen, wiederholt für die folgenden vier und die zwei Schlusszeilen, singt der Sopran den cantus firmus, die Unterstimmen bewegen sich in freier Polyphonie. Die Zeilen 9 und 10, die „in guter Stille“erwähnen, sind langsamer, adagio überschrieben, der Chor singt homophon im 3/4-Takt, begleitet vom Orchester ohne Trompeten. Zeilen 11 und 12, wiederholt in 13 und 14, sind ein presto Fugato, in dem die Instruments colla parte spielen, auf den Text „Wir wollen uns dir ergeben“. Das Fugenthema ist vom Beginn der Choralmelodie abgeleitet. Zeilen 15 und 16 wiederholen die Musik der Zeilen 1 und 2. Sie bringen zum Ausdruck: „behüt Leib, Seel und Leben“.
Im Kontrast zum groß besetzten Eingangschor wurden beide Arien als Kammermusik beschrieben. Die erste Arie für Sopran wird von drei Oboen in pastoralem 6/8-Takt begleitet. Ein kurzes secco Rezitativ führt zu einer Tenor-Arie, die durch die lebhafte Begleitung eines obligaten Violoncello piccolo dominiert wird. Das letzte Rezitativ für Bass mündet in eine Zeile aus Martin Luthers Deutscher Litanei, die Bach für vierstimmigen Chor Allegro setzte, als ob die Gemeinde in das Gebet des Einzelnen einstimmt. Der Schlusschoral bezieht sich auf den Eingangschor, indem seine Zeilen von dessen Trompetenmotiven umrahmt werden. Die Trompeten schweigen in den kontrastierenden Zeilen 9 bis 14, von denen Zeilen 11 bis 14 im 3/4-Takt stehen. Die abschließende Fanfare nimmt den Anfang der Kantate wieder auf.
John Eliot Gardiner bemerkt, dass Bach den zyklischen Charakter sinnfällig macht, indem der erste Satz und das ganze Werk enden, wie die Kantate begonnen hat.

## Einspielungen
- Bach Made in Germany Vol. 1 – Cantatas II, Günther Ramin, Thomanerchor, Gewandhausorchester, Solisten des Thomanerchors, Gert Lutze, Johannes Oettel, Leipzig Classics 1950
- Bach Aria Group – Cantatas & Cantata Movements, Robert Shaw, Bach Aria Group Robert Shaw Chorale & Orchestra, Eileen Farrell, Carol Smith, Jan Peerce, Norman Farrow, RCA 1954
- Die Bach Kantate Vol. 19, Helmuth Rilling, Gächinger Kantorei, Bach-Collegium Stuttgart, Helen Donath, Marga Höffgen, Adalbert Kraus, Siegmund Nimsgern, Hänssler 1973
- J.S. Bach: Das Kantatenwerk – Sacred Cantatas Vol. 3, Nikolaus Harnoncourt, Wiener Sängerknaben, Chorus Viennensis, Concentus Musicus Wien, Solist der Wiener Sängerknaben, Paul Esswood, Kurt Equiluz, Ruud van der Meer, Teldec 1974
- J.S. Bach: Cantatas Nos. 27, 34 & 41, Gustav Leonhardt, Tölzer Knabenchor, Baroque Orchestra, Solist des Tölzer Knabenchor, Markus Schäfer, Harry van der Kamp, Sony 1995
- J.S. Bach: Cantatas with Violoncelle Piccolo (Vol. 3), Christophe Coin, Chœur de Chambre Accentus, Ensemble Baroque de Limoges, Barbara Schlick, Andreas Scholl, Christoph Prégardien, Gotthold Schwarz, Astrée Auvidis 1995
- J.S. Bach: Complete Cantatas Vol. 11, Ton Koopman, Amsterdam Baroque Orchestra & Choir, Sibylla Rubens, Annette Markert, Christoph Prégardien, Klaus Mertens, Antoine Marchand 1999
- Bach Cantatas Vol. 17: Berlin, John Eliot Gardiner, Monteverdi Choir, English Baroque Soloists, Ruth Holton, Lucy Ballard, Charles Humphries, James Gilchrist, Peter Harvey, Soli Deo Gloria 2000
- Bach Edition Vol. 21 – Cantatas Vol. 12, Pieter Jan Leusink, Holland Boys Choir, Netherlands Bach Collegium, Ruth Holton, Sytse Buwalda, Knut Schoch, Bas Ramselaar, Brilliant Classics 2000
- J.S. Bach: Cantatas Vol. 33, Masaaki Suzuki, Bach Collegium Japan, Yukari Nonoshita, Robin Blaze, Jan Kobow, Dominik Wörner, BIS 2005